# Cittadella
Cittadella (velenceiül Sitadèła) település Olaszországban, Veneto régióban, Padova megyében. Lakosainak száma 20 023 fő (2023. január 1.). Cittadella Tombolo, Fontaniva, Galliera Veneta, Pozzoleone, Rossano Veneto, San Giorgio in Bosco, Tezze sul Brenta és Carmignano di Brenta községekkel határos.

## Népesség
A település lakossága az elmúlt években az alábbi módon változott:
| Lakosok száma | 20 157 | 20 145 | 20 023 |
|               | 2017   | 2018   | 2023   |